# Prvočíslo
Prvočíslo je přirozené číslo větší než 1, které je beze zbytku dělitelné jen dvěma děliteli: jedničkou a samo sebou. Jednička není prvočíslo, neboť nemá dva různé dělitele. Přirozená čísla větší než jedna, která nejsou prvočísly, se nazývají složená čísla. Prvním prvočíslem je číslo 2, které je jediným sudým prvočíslem.

## Formální definice
Číslo {\displaystyle n\in \mathbb {N} } je prvočíslem právě když platí: {\displaystyle n>1\land \forall k\in \mathbb {N} :\left(k|n\implies (k=1\lor k=n)\right)} nebo ekvivalentně {\displaystyle \left|\{k:k\in \mathbb {N} ,k|n\}\right|=2}.

## Příklad
Číslo 13 má při dělení dvěma zbytek 1, při dělení třemi zbytek 1, při dělení pěti zbytek 3 atd. Říkáme, že je těmito čísly nedělitelné. Pouze při dělení 1 a 13 je zbytek 0 (dělitelné). Proto je 13 prvočíslo.
Číslo 24 je dělitelné čísly 1, 2, 3, 4, 6, 8, 12, 24. Není proto prvočíslem, ale složeným číslem.

## Prvočíselnost jedničky
Jak říká základní věta aritmetiky, každé přirozené číslo je možno rozložit na právě jeden prvočíselný součin (např. 12 = 2×2×3). Pokud by byla jednička zahrnuta do množiny prvočísel, bylo by takových rozkladů vždy nekonečně mnoho (12 = 2×2×3 = 1×2×2×3 = 1×1×2×2×3 = …). Proto se jednička za prvočíslo nepovažuje, přestože podmínku dělitelnosti pouze sebou samým a jedničkou splňuje. V rámci obecnějších teorií jsou prvočísla takzvanými prvočiniteli, zatímco jednička patří mezi takzvané jednotky.

## Vlastnosti
- Pokud je {\displaystyle p} prvočíslo a {\displaystyle p} dělí součin čísel {\displaystyle a} a {\displaystyle b}, pak {\displaystyle p} dělí {\displaystyle a} nebo {\displaystyle p} dělí {\displaystyle b}.
- Každé složené číslo lze jednoznačně vyjádřit jako součin prvočísel. Proces rozkladu čísla na jeho prvočíselné činitele (prvočinitele) se nazývá faktorizace. Např. {\displaystyle 24=2^{3}\cdot 3}.
- Okruh {\displaystyle \mathbb {Z} /n{\mathbb {Z} }} (viz množina zbytkových tříd) je těleso, právě když {\displaystyle n} je prvočíslo. Jinak vyjádřeno: {\displaystyle n} je prvočíslo, právě když {\displaystyle \varphi (n)=n-1}, kde {\displaystyle \varphi (n)} je počet invertovatelných prvků v {\displaystyle \mathbb {Z} /n{\mathbb {Z} }}.
- Pokud {\displaystyle p} je prvočíslo a {\displaystyle 0<a<p} je celé číslo, pak {\displaystyle a^{p}-a} je dělitelné {\displaystyle p}. (Malá Fermatova věta)
- Pokud {\displaystyle n} je kladné celé číslo větší než jedna, existuje prvočíslo {\displaystyle p} tak, že {\displaystyle n<p<2n}. (Bertrandův postulát)
- Číslo {\displaystyle p} větší než jedna je prvočíslo, právě když {\displaystyle (p-1)!\equiv -1{\pmod {p}}}. (Wilsonova věta)
- Pokud {\displaystyle G} je konečná grupa a {\displaystyle p^{n}} je nejvyšší mocnina prvočísla {\displaystyle p}, která dělí řád grupy {\displaystyle G}, má grupa {\displaystyle G} podgrupu řádu {\displaystyle p^{n}}.
- Pokud {\displaystyle p} je prvočíslo a {\displaystyle G} je grupa s {\displaystyle p^{n}} prvky, obsahuje {\displaystyle G} prvek řádu {\displaystyle p}.
- Prvočísel je nekonečně mnoho. (Viz níže.)
- Suma převrácených hodnot prvočísel diverguje.
- Hustota prvočísel je asymptoticky {\displaystyle 1/\ln(n)}, kde {\displaystyle \ln(n)} je přirozený logaritmus n. Přesněji, {\displaystyle \pi (n)\simeq n/\ln(n)}, kde prvočíselná funkce {\displaystyle \pi (n)} vyjadřuje počet prvočísel menších než {\displaystyle n}.
- Největší dnes (říjen 2024) známé prvočíslo je 2136279841 − 1, má 41 024 320 dekadických cifer.[1]

Zkoumáním vlastností prvočísel se zabývá teorie čísel. Zobecněním prvočísel jsou v abstraktní algebře prvočinitelé.

## Výskyt prvočísel
Prvočísel je nekonečně mnoho. (Důkaz sporem: Nechť existuje jen konečně mnoho prvočísel. Označme je {\displaystyle p_{1},p_{2},\ldots ,p_{n}}. Potom číslo {\displaystyle x=p_{1}p_{2}\cdots p_{n}+1} není dělitelné žádným z těchto prvočísel, jelikož při dělení dostaneme vždy zbytek 1. Tím pádem číslo {\displaystyle x} musí být buď prvočíslo, nebo musí být dělitelné nějakým jiným prvočíslem. To ale znamená, že množina prvočísel z počátku důkazu nebyla úplná, což je spor s předpokladem. Tento důkaz předvedl Eukleidés.)
Podle Bertrandova postulátu lze nalézt vždy alespoň jedno prvočíslo mezi čísly {\displaystyle n} a {\displaystyle 2n} pro {\displaystyle n>1}. Ve skutečnosti jich však existuje pro vyšší {\displaystyle n} daleko více. (I z této věty lze dovodit, že prvočísel je nekonečně mnoho.)
Naproti tomu lze nalézt libovolně dlouhé intervaly přirozených čísel, kde se nevyskytuje žádné prvočíslo. Například interval {\displaystyle (k+1)!+2,(k+1)!+3,\ldots ,(k+1)!+k+1} obsahuje {\displaystyle k} složených čísel. Tato čísla jsou totiž po řadě dělitelná dvěma, třemi, …, {\displaystyle k+1}.
Mnoho hypotéz o rozložení prvočísel je dodnes nevyřešených. Jeden otevřený problém je tzv. Riemannova hypotéza, která souvisí s pravidelností rozložení prvočísel a za jejíž důkaz je vypsána odměna milion dolarů.

### Speciální prvočísla
Některá prvočísla lze vyjádřit v některé z několika matematicky zajímavých podob. Patří sem například:
- Fermatova čísla: Prvočísly je prvních pět čísel ve formě {\displaystyle 2^{(2^{n})}+1}.
- Mersennova prvočísla: Prvočíslo ve formě {\displaystyle 2^{p}-1}, kde {\displaystyle p} je jiné prvočíslo. Mersennovými prvočísly je mnoho z největších známých prvočísel.
- Některá prvočísla lze vyjádřit ve formě {\displaystyle 1+2\cdot 6^{n}}.[2]

## Využití
Velký praktický význam mají prvočísla v kryptografii, například v šifrovacích systémech jako je RSA.
Pro vytvoření seznamu prvočísel existují různé algoritmy, např. Eratosthenovo síto.

## Testování prvočíselnosti
Otestovat, zda je číslo prvočíslem, tedy testovat prvočíselnost je možné asymptoticky v polynomiálním čase algoritmem AKS, nalezeným roku 2002. Asymptoticky rekordní rychlost ovšem neznamená, že se jedná o algoritmus prakticky nejvýhodnější. V praxi bývá častější použití některého z pravděpodobnostních algoritmů, například Millerova-Rabinova algoritmu.
Testování prvočíselnosti pomocí algoritmu využívajícího vlastností eliptických křivek (ECPP) je nejrychlejší známý algoritmus.

### Příklad testovacího algoritmu
Následující jednoduchý algoritmus implementovaný v jazyce C++ zkouší dělit vstup všemi menšími čísly od 2 do jeho odmocniny - pokud nalezne v tomto intervalu dělitele zadaného čísla, je jasné, že zadané číslo není prvočíslo. Testovat stačí pouze do odmocniny, protože pokud n je složené číslo, můžeme psát: {\displaystyle n=a\cdot {}b} pro {\displaystyle a,b\in \mathbb {N} ,a,b>1}. Pokud by nestačilo testovat do odmocniny, znamenalo by to, že {\displaystyle a>{\sqrt {n}}} a současně {\displaystyle b>{\sqrt {n}}}, vynásobíme-li ale tyto dva vztahy, máme {\displaystyle a\cdot {}b>n}, což je spor.
```
public
 
static
 
bool
 
IsPrvocislo
(
int
 
num
)

{

    
if
 
(
num
 
==
 
1
)

        
return
 
false
;

        

    
int
 
odmocnina
 
=
 
(
int
)
 
floor
(
sqrt
(
num
));

    

    
for
 
(
int
 
i
 
=
 
2
;
 
i
 
<=
 
odmocnina
;
 
i
++
)

    
{

        
if
 
(
num
 
%
 
i
 
==
 
0
)

            
return
 
false
;

    
}

    
return
 
true
;

}

```

## Prvočísla menší než 1000
2, 3, 5, 7, 11, 13, 17, 19, 23, 29, 31, 37, 41, 43, 47, 53, 59, 61, 67, 71, 73, 79, 83, 89, 97, 101, 103, 107, 109, 113, 127, 131, 137, 139, 149, 151, 157, 163, 167, 173, 179, 181, 191, 193, 197, 199, 211, 223, 227, 229, 233, 239, 241, 251, 257, 263, 269, 271, 277, 281, 283, 293, 307, 311, 313, 317, 331, 337, 347, 349, 353, 359, 367, 373, 379, 383, 389, 397, 401, 409, 419, 421, 431, 433, 439, 443, 449, 457, 461, 463, 467, 479, 487, 491, 499, 503, 509, 521, 523, 541, 547, 557, 563, 569, 571, 577, 587, 593, 599, 601, 607, 613, 617, 619, 631, 641, 643, 647, 653, 659, 661, 673, 677, 683, 691, 701, 709, 719, 727, 733, 739, 743, 751, 757, 761, 769, 773, 787, 797, 809, 811, 821, 823, 827, 829, 839, 853, 857, 859, 863, 877, 881, 883, 887, 907, 911, 919, 929, 937, 941, 947, 953, 967, 971, 977, 983, 991, 997

## Největší známé prvočíslo
Největší známé prvočíslo je 2136279841 − 1. Jedná se o číslo, které má 41 024 320 číslic v desítkové soustavě. Je to 52. známé Mersennovo prvočíslo, označované jako M136279841. Číslo bylo objeveno v rámci projektu GIMPS v říjnu 2024.